# Schweizer Cup (Fussball, Männer) 1935/36
Der 11. Schweizer Cup wurde vom August 1935 bis zum 13. April 1936 ausgetragen. Titelverteidiger war Lausanne-Sports. Im Final setzten sich die Young Fellows Zürich gegen den Servette FC mit 2:0 durch und sicherten sich damit ihren ersten Titel.

## 1/32 Finals
| Datum             |                         | Ergebnis  |                          |
| ----------------- | ----------------------- | --------- | ------------------------ |
| 06.10.1935, 14:30 | FC Aarau                | 7:2       | FC Fleurier              |
|                   | FC Arbon                | 3:1       | VfR Basel                |
|                   | FC Basel                | 0:2       | FC Luzern                |
|                   | FC Bern                 | 10:1      | Racing-Club Lausanne     |
|                   | FC Chiasso              | 4:0       | FC Zürich                |
|                   | Grasshopper Club Zürich | 4:0       | FC Brühl St. Gallen      |
|                   | FC Grenchen             | 8:1       | Gloria Le Locle          |
|                   | FC La Chaux-de-Fonds    | 12:0      | FC Biberist              |
|                   | Lausanne-Sports         | 1:2       | BSC Young Boys Bern      |
|                   | FC Langnau im Emmental  | 3:4 n. V. | FC Birsfelden            |
|                   | FC Locarno              | 6:1       | Diana Zürich             |
|                   | FC Lugano               | 4:0       | FC Oerlikon Zürich       |
|                   | FC Madretsch            | 1:3       | SR Delémont              |
|                   | Montreux-Sports         | [ 1 ]     | US Bienne-Boujean        |
|                   | FC Nidau                | 3:4       | Concordia Juvena Yverdon |
|                   | Nordstern Basel         | 5:0       | Blue Stars Zürich        |
|                   | FC Olten                | 0:1       | Urania Genève Sport      |
|                   | FC St.Gallen            | 8:0       | FC Allschwil             |
|                   | SV Seebach              | 4:2       | Concordia Basel          |
|                   | Servette FC Genève      | 8:1       | FC Monthey               |
|                   | FC Sierre               | 5:2       | Étoile Carouge           |
|                   | FC Sion                 | 1:0       | FC Solothurn             |
|                   | Sylvia-Sports Le Locle  | 2:5       | FC Porrentruy            |
|                   | Sparta Schaffhausen     | 0:1       | FC Kreuzlingen           |
|                   | FC Thalwil              | 1:4       | FC Baden                 |
|                   | Vevey-Sports            | 7:0       | USI Dopolavoro Genève    |
|                   | Viktoria Bern           | 1:2       | FC Fribourg              |
|                   | FC Wädenswil            | 0:2       | AC Bellinzona            |
|                   | FC Winterthur           | 2:0       | FC Altstetten Zürich     |
|                   | FC Wipkingen Zürich     | 1:3       | Fortuna St. Gallen       |
|                   | Young Fellows Zürich    | 5:1       | SCI Juventus Zürich      |
|                   | Cantonal Neuchâtel      | 0:0 n. V. | FC Biel-Bienne           |

### Wiederholungsspiele
| Datum             |                 | Ergebnis |                    |
| ----------------- | --------------- | -------- | ------------------ |
| 10.11.1935, 14:30 | FC Biel-Bienne  | 3:0      | Cantonal Neuchâtel |
|                   | Montreux-Sports | 5:1      | US Bienne-Boujean  |

## 1/16 Finals
| Datum             |                          | Ergebnis  |                         |
| ----------------- | ------------------------ | --------- | ----------------------- |
| 17.11.1935, 14:30 | AC Bellinzona            | [ 2 ]     | FC St. Gallen           |
|                   | FC Bern                  | 14:1      | Urania Genève Sport     |
|                   | FC Biel-Bienne           | 6:1       | FC Porrentruy           |
|                   | FC Birsfelden            | 2:7       | FC Locarno              |
|                   | FC Chiasso               | 5:1       | Fortuna St. Gallen      |
|                   | Concordia Juvena Yverdon | 2:1       | SR Delémont             |
|                   | FC Lugano                | 1:0       | Grasshopper Club Zürich |
|                   | FC Luzern                | 5:0       | FC Baden                |
|                   | Montreux-Sports          | 0:6       | FC Aarau                |
|                   | Nordstern Basel          | 2:3       | Young Fellows Zürich    |
|                   | SV Seebach               | 1:3 n. V. | FC Kreuzlingen          |
|                   | FC Sierre                | 0:4       | FC Grenchen             |
|                   | Vevey-Sports             | 4:1       | FC Fribourg             |
|                   | FC Winterthur            | 3:1       | FC Arbon                |
|                   | BSC Young Boys Bern      | 8:1       | FC Sion                 |
| 01.12.1935, 14:30 | Servette FC Genève       | 2:0       | FC La Chaux-de-Fonds    |

## Achtelfinals
| Datum             |                          | Ergebnis  |                      |
| ----------------- | ------------------------ | --------- | -------------------- |
| 01.12.1935, 14:30 | FC Chiasso               | 0:2       | Young Fellows Zürich |
|                   | Concordia-Juvena Yverdon | 1:3       | FC Aarau             |
|                   | FC La Chaux-de-Fonds     | 1:2       | FC Bern              |
|                   | FC Locarno               | 1:0       | FC Winterthur        |
|                   | FC Lugano                | 4:1       | FC Kreuzlingen       |
|                   | FC St. Gallen            | 1:2 n. V. | FC Luzern            |
|                   | FC Grenchen              | 0:0 n. V. | BSC Young Boys Bern  |
| 01.01.1936, 14:30 | Vevey-Sports             | 2:8       | Servette FC Genève   |

### Wiederholungsspiel
| Datum             |                     | Ergebnis  |                |
| ----------------- | ------------------- | --------- | -------------- |
| ?.12.1935, 14:30  | BSC Young Boys Bern | 5:2       | FC Grenchen    |
| 19.01.1936, 14:30 | FC Biel-Bienne      | 2:2 n. V. | FC Bern        |
| 02.02.1936, 14:30 | FC Bern             | 1:1 n. V. | FC Biel-Bienne |
| 05.02.1936, 14:30 | FC Bern             | 1:0       | FC Biel-Bienne |

## Viertelfinals
| Datum             |                    | Ergebnis |                      |
| ----------------- | ------------------ | -------- | -------------------- |
| 02.02.1936, 14:30 | FC Lugano          | 1:5      | Young Fellows Zürich |
|                   | Servette FC Genève | 3:0      | FC Luzern            |
|                   | BSC Young Boys     | 5:0      | FC Aarau             |
| 12.02.1936, 14:30 | FC Bern            | 8:0      | FC Locarno           |

## Halbfinals
| Datum             |                      | Ergebnis  |                     |
| ----------------- | -------------------- | --------- | ------------------- |
| 01.03.1936, 14:30 | Young Fellows Zürich | 4:1       | BSC Young Boys Bern |
|                   | Servette FC Genève   | 1:1 n. V. | FC Bern             |

### Wiederholungsspiel
| Datum             |         | Ergebnis  |                    |
| ----------------- | ------- | --------- | ------------------ |
| 25.03.1936, 14:30 | FC Bern | 2:2 n. V. | Servette FC Genève |

## Final
Das Finalspiel fand am 13. April 1936 im Hardturm Stadion in Zürich statt.
| Paarung              | Young Fellows Zürich – Servette FC Genève                                                                                          |
| Ergebnis             | 2:0 (1:0) |
| Datum                | 13. April 1936 um 15:30 Uhr |
| Stadion              | Hardturm Stadion, Zürich |
| Zuschauer            | 6.500 |
| Schiedsrichter       | Wunderlin (Basel) |
| Tore                 | 1:0 Tögel (1.) 2:0 Frigerio (47.)                                                                                                  |
| Young Fellows Zürich | Schlegel; Kupfer, Nyffeler, Noldin, Ciseri I; Müller, Diebold, Örsi, Frigerio; Tögel, Bossi Cheftrainer: József Winkler            |
| Servette FC Genève   | Feuz; Riva, Mouche, Guinchard, Loichot, Lörtscher; Oswald, Nyvelt, Buchoux, Walaschek; Aeby Cheftrainer: Karl Rappan ( Österreich) |